# Oskar Sommerfeld
Oskar Sommerfeld (* 8. August 1885 in Inđija, Königreich Ungarn, Österreich-Ungarn; † 25. April 1973 in Hofkirchen an der Trattnach/Österreich) war ein aus Syrmien stammender donauschwäbischer akademischer Maler.

## Werdegang
Auf dem Gut Mojavolja der Pejačević in dem Dorf Jarkovci der Stadt Inđija der Region Syrmien in der Vojvodina war sein Vater Gutsverwalter. Hier wurde Oskar Sommerfeld als Donauschwabe geboren. Hier lebte und arbeitete der akademisch ausgebildete Künstler und wurde vor allem durch Landschaftsbilder seiner engeren Heimat bekannt. Er fand Anerkennung in der regionalen Kunstszene und bei Kunstsachverständigen. So wurde er als Entdecker der syrmierischen Landschaft geehrt. Das Ende und die Wirrnisse des Zweiten Weltkrieges führten ihn in vielen Zwischenstationen in halb Europa herum. Im oberösterreichische Hausruckviertel fand er eine zweite Heimat. Hier verarbeitete er Verfolgung, Flucht und Vertreibung der Donauschwaben aus Syrmien nach 1944 in seinem Gemäldezyklus Donauschwäbische Passion.
Die Ausstellung seiner Werke im Wiener Palais Pálffy empfand er als künstlerische Würdigung seines Schaffens. Auch die Naturschönheiten der Landschaft von Oberösterreich und besonders dem Hausruckviertel inspirierten ihn zu weiteren Landschaftsbildern.